# Paul Jouve (homme politique)
Pour les articles homonymes, voir Paul Jouve et Jouve.
Paul Jouve, né le 18 juin 1894 à Saint-Agrève (Ardèche) et mort le 25 mars 1959 à Digne-les-Bains (Basses-Alpes), est un homme politique français. Il est conseiller de la République des Basses-Alpes de 1946 à 1948.

## Biographie
Il fait ses études au lycée de Valence, puis à la faculté de médecine de Lyon, où il obtient son doctorat. Il est ensuite mobilisé pendant la guerre de 1914 dans l'infanterie. Il devient pilote-aviateur pendant sa mobilisation. Pendant la Seconde Guerre mondiale, il est médecin volontaire. 

### Carrière médicale
Il crée en 1935 avec sa femme, Marguerite Jouve, médecin et chirurgienne, le centre des Carmes dans la commune d'Aiglun (Basses-Alpes). Le centre est d'abord un centre d'héliothérapie, puis un établissement spécialisé dans le traitement de la tuberculose osseuse et devient un centre de rééducation fonctionnelle en 1953. Après le décès de Paul Jouve en 1953, Marguerite Jouve en reprend la direction seule. Elle crée un centre de balnéothérapie avec le docteur Jean Crozes. En 1969, Daniel Jouve, le fils de Marguerite et Paul Jouve en reprend la direction et le fait évoluer en un centre chirurgical en 1971.

### Carrière politique
Il n'accepte pas le régime de Vichy et devient résistant. Pour ses activités dans la résistance, il reçoit la Croix de guerre et la médaille de la Résistance.
Il devient chirurgien à Digne, où il s'engage dans la vie politique. Il est maire de Digne de 1946 à 1947, sénateur de 1946 à 1947 pour la SFIO et conseiller général du canton des Mées de 1951 à 1959.

## Hommages et distinctions
- 1949 : chevalier de la Légion d'honneur, « en qualité de médecin-capitaine » et sur proposition du ministère de la Défense[4].
- Croix de guerre 1939-1945
- Médaille de la résistance

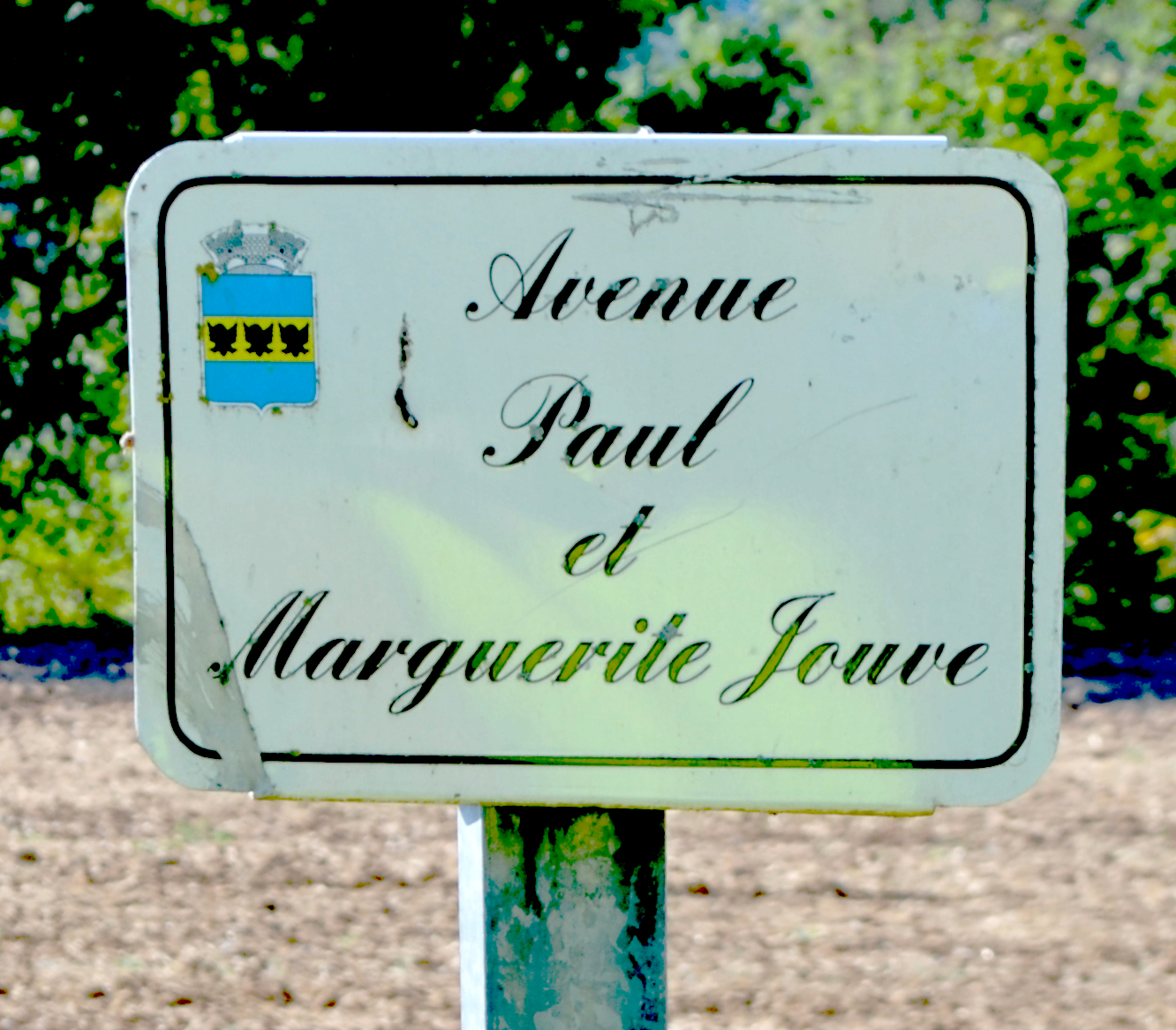
Plaque de l'avenue Paul-et-Marguerite-Jouve à Aiglun.

- Il existe une avenue Paul et Marguerite-Jouve dans la commune d'Aiglun[5], ainsi qu'une rue du Docteur Paul-Jouve à Digne-les-Bains[6].

## Mandats
- Conseil de la République des Basses-Alpes (1946-1948)
- Maire de Digne (1946-1947)
- Conseiller général du canton des Mées (1951-1959)